# Johann August Nahl der Jüngere
Johann August Nahl der Jüngere (* 7. Januar 1752 in Zollikofen bei Bern; † 31. Januar 1825 in Kassel) war ein deutscher, in der Schweiz geborener Maler (Historien- und Landschaftsbilder).

## Leben
Nahl war ein Mitglied der deutschen Künstlerfamilie Nahl. Er wuchs in Kassel auf und wurde anfangs von seinem Vater, dem Bildhauer Johann August Nahl dem Älteren, in der Bildhauerei unterrichtet. Bei Johann Heinrich Tischbein d. Ä. (1763/64) machte er anschließend die Ausbildung zum Maler, die er in Straßburg bei Tanesch und Christoph von Bemmel (1765–1767) und in Bern bei Emanuel Handmann (1767–1770) fortsetzte. 1771/72 malte Nahl das elterliche Wohnhaus in Kassel aus. Ab 1773 besuchte Nahl in Paris die Akademie. Ab 1774 lebte er in Rom. 1781 kehrte er nach Kassel zurück. Ab 1788 entstanden in Sepia gezeichnete Landschaften und Gemälde. Nach 1792 wurde er Professor an der Kasseler Akademie und war ab 1815 Direktor der dortigen Malklasse.
Seit 1809 war er korrespondierendes Mitglied der Königlich Niederländischen Akademie der Wissenschaften (seinerzeit Koninklijk Instituut, vierde klasse).
Wilhelm Nahl (22. Juli 1803 bis 14. Juni 1880) war sein Sohn und Schüler, der 1826 ein Porträt von ihm fertigte.
Werke (Auswahl)
- Ariadne auf Naxos 1788
- Narcissus im Anschaun seines Bildes im Wasserspiegel
- Jupiter und Antiope
- Thisbe an der Leiche des Pyramus[3]
- Mercur Dianen im Würfelspiel überlistend
- Orpheus geleitet Euiydice aus der Unterwelt 1807